# Pustarna (Sollefteå socken, Ångermanland, 700166-156954)
Pustarna är en sjö i Sollefteå kommun i Ångermanland och ingår i Ångermanälvens huvudavrinningsområde.